# Saint-Genès-de-Blaye
Saint-Genès-de-Blaye [sɛ̃ ʒənɛs də blaj] est une commune du Sud-Ouest de la France, dans le département de la Gironde (région Nouvelle-Aquitaine).

## Géographie

### Localisation
Commune viticole située dans le Blayais en Pays de la Haute Gironde sur la rive droite de l'estuaire de la Gironde au nord-ouest de Blaye une partie de l'Île Nouvelle est sur le territoire de la commune.

### Communes limitrophes
Les communes de Saint-Julien-Beychevelle et Cussac-Fort-Médoc sont sur la rive gauche de l'estuaire de la Gironde. L'île Bouchaud appartient à Saint-Genès-de-Blaye. Sa partie amont, appelée île Nouvelle, appartient à Blaye.
Les communes limitrophes sont  Blaye, Cussac-Fort-Médoc, Fours, Saint-Androny, Saint-Julien-Beychevelle, Saint-Martin-Lacaussade et Saint-Seurin-de-Cursac.
|                                        | Saint-Androny        | Fours                   |
| Saint-Julien-Beychevelle               | Saint-Genès-de-Blaye | Saint-Seurin-de-Cursac  |
| Cussac-Fort-Médoc (par un quadripoint) | Blaye                | Saint-Martin-Lacaussade |

### Géologie et relief
La superficie de la commune est de 741 hectares ; son altitude varie de 0  à   34 mètres.

### Hydrographie
La commune est arrosée par l'estuaire de la Gironde.

### Climat
Pour des articles plus généraux, voir Climat de la Nouvelle-Aquitaine et Climat de la Gironde.
Historiquement, la commune est exposée à un climat océanique aquitain.
En 2020, Météo-France publie une typologie des climats de la France métropolitaine dans laquelle la commune est exposée à un climat océanique et est dans une zone de transition entre les régions climatiques « Littoral charentais et aquitain » et « Aquitaine, Gascogne »0.
Pour la période 1971-2000, la température annuelle moyenne est de 12,8 °C, avec une amplitude thermique annuelle de 14,6 °C. Le cumul annuel moyen de précipitations est de 918 mm, avec 12,5 jours de précipitations en janvier et 6,7 jours en juillet. Pour la période 1991-2020, la température moyenne annuelle observée sur la station météorologique la plus proche, située sur la commune de Pauillac à 9 km à vol d'oiseau, est de 14,0 °C et le cumul annuel moyen de précipitations est de 857,0 mm,. Pour l'avenir, les paramètres climatiques de la commune estimés pour 2050 selon différents scénarios d’émission de gaz à effet de serre sont consultables sur un site dédié publié par Météo-France en novembre 2022.

## Urbanisme

### Typologie
Au 1er janvier 2024, Saint-Genès-de-Blaye est catégorisée commune rurale à habitat dispersé, selon la nouvelle grille communale de densité à sept niveaux définie par l'Insee en 2022.
Elle appartient à l'unité urbaine de Blaye, une agglomération intra-départementale regroupant neuf  communes, dont elle est une commune de la banlieue,,. Par ailleurs la commune fait partie de l'aire d'attraction de Blaye, dont elle est une commune de la couronne,. Cette aire, qui regroupe 13 communes, est catégorisée dans les aires de moins de 50 000 habitants,.
La commune, bordée par l'estuaire de la Gironde, est également une commune littorale au sens de la loi du 3 janvier 1986, dite loi littoral. Des dispositions spécifiques d’urbanisme s’y appliquent dès lors afin de préserver les espaces naturels, les sites, les paysages et l’équilibre écologique du littoral, tel le principe d'inconstructibilité, en dehors des espaces urbanisés, sur la bande littorale des 100 mètres, ou plus si le plan local d’urbanisme le prévoit.

### Occupation des sols

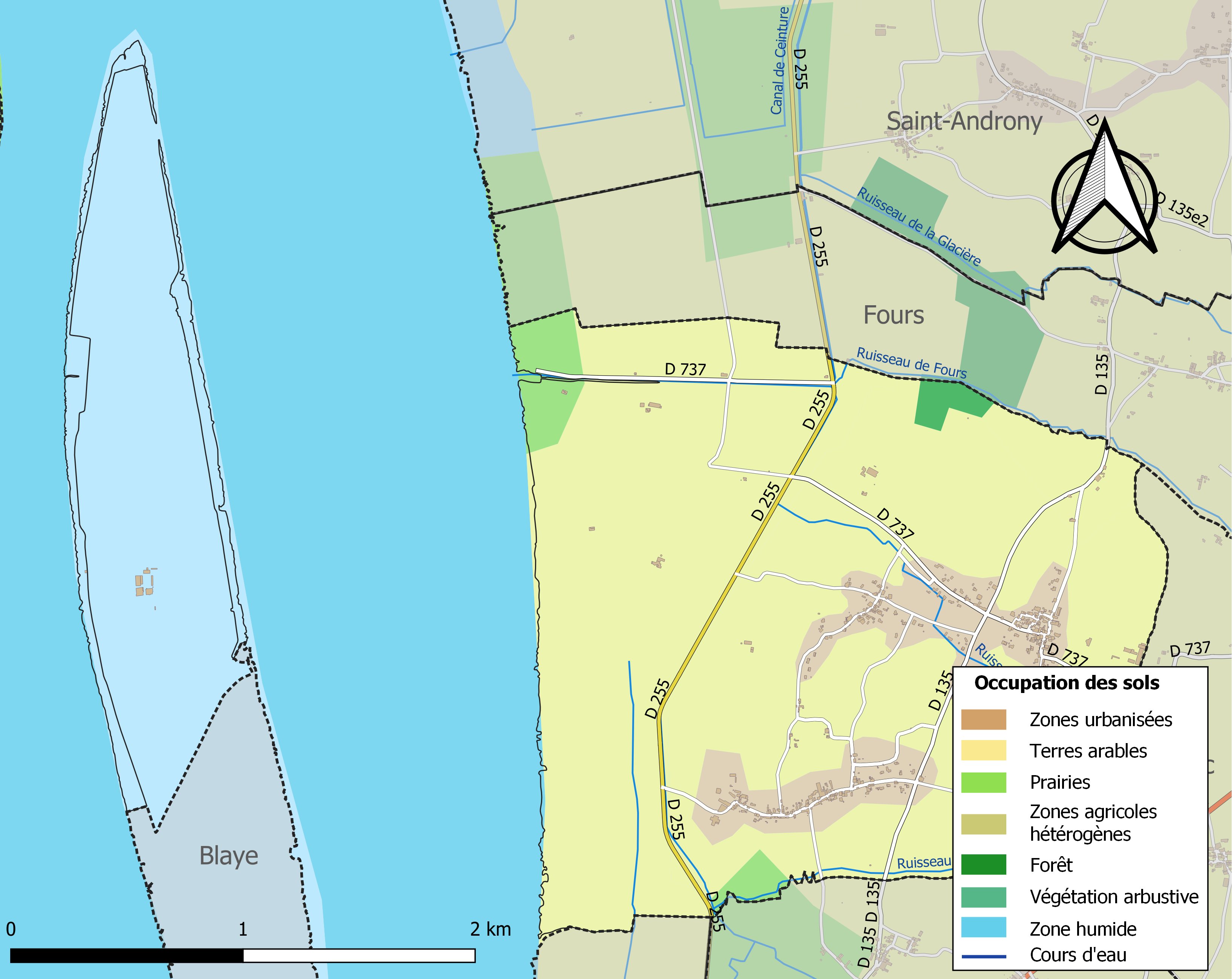
Carte des infrastructures et de l'occupation des sols de la commune en 2018 (CLC).

L'occupation des sols de la commune, telle qu'elle ressort de la base de données européenne d’occupation biophysique des sols Corine Land Cover (CLC), est marquée par l'importance des territoires agricoles (44,9 % en 2018), en diminution par rapport à 1990 (64,8 %). La répartition détaillée en 2018 est la suivante : 
eaux maritimes (34,8 %), cultures permanentes (23,1 %), terres arables (20,3 %), zones humides intérieures (14,4 %), zones urbanisées (5,5 %), prairies (1,5 %), forêts (0,4 %). L'évolution de l’occupation des sols de la commune et de ses infrastructures peut être observée sur les différentes représentations cartographiques du territoire : la carte de Cassini (XVIIIe siècle), la carte d'état-major (1820-1866) et les cartes ou photos aériennes de l'IGN pour la période actuelle (1950 à aujourd'hui).

### Voies de communication et transports
Accès avec les routes départementales D 255 et D 927 à partir de Blaye vers le nord.

### Risques majeurs
Le territoire de la commune de Saint-Genès-de-Blaye est vulnérable à différents aléas naturels : météorologiques (tempête, orage, neige, grand froid, canicule ou sécheresse), inondations, mouvements de terrains et séisme (sismicité faible). Il est également exposé à un risque technologique, le risque nucléaire. Un site publié par le BRGM permet d'évaluer simplement et rapidement les risques d'un bien localisé soit par son adresse soit par le numéro de sa parcelle.

#### Risques naturels
Certaines parties du territoire communal sont susceptibles d’être affectées par le risque d’inondation par débordement de cours d'eau. La commune a été reconnue en état de catastrophe naturelle au titre des dommages causés par les inondations et coulées de boue survenues en 1982, 1988, 1999, 2001, 2009 et 2010,.
Les mouvements de terrains susceptibles de se produire sur la commune sont des tassements différentiels.

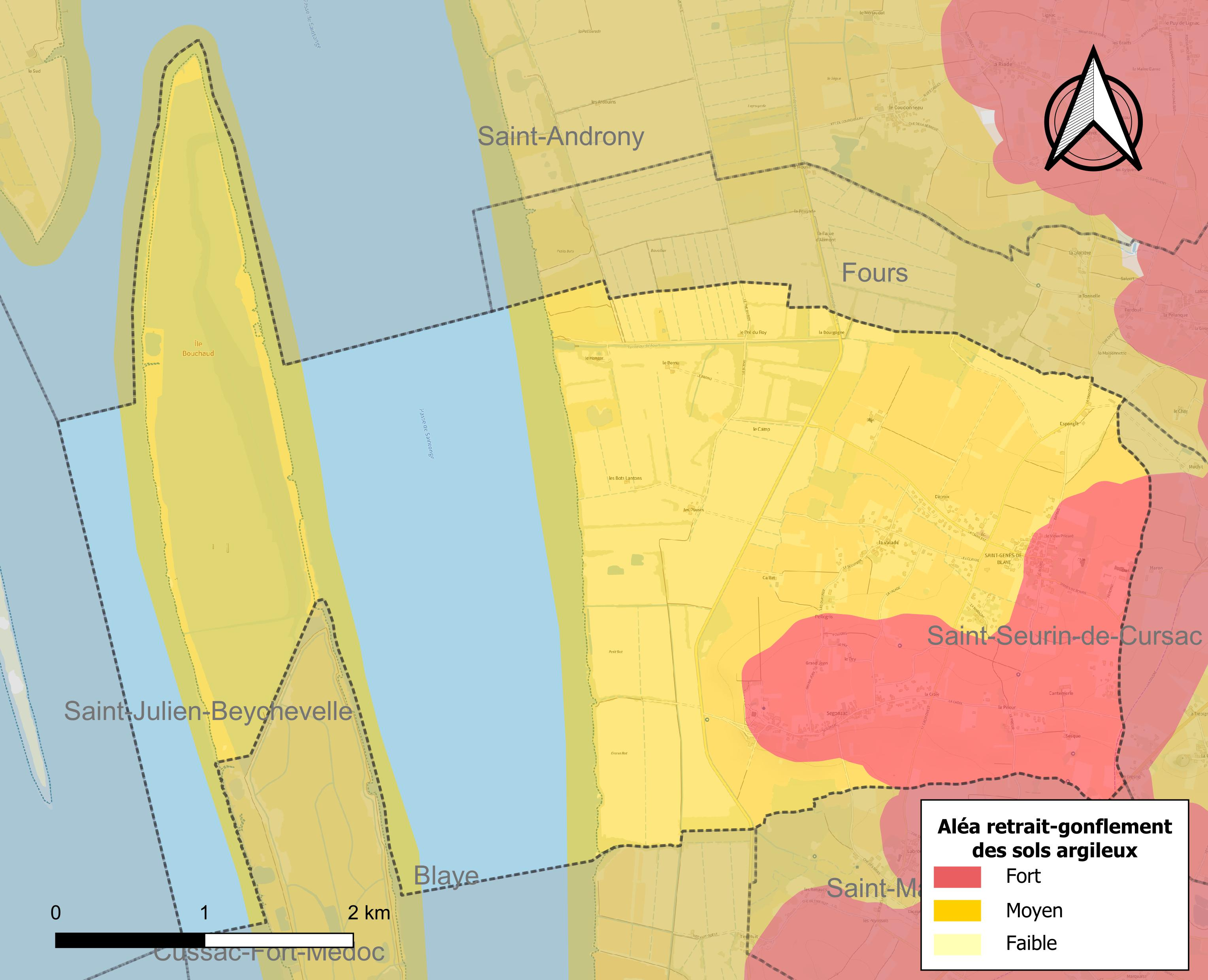
Carte des zones d'aléa retrait-gonflement des sols argileux de Saint-Genès-de-Blaye.

Le retrait-gonflement des sols argileux est susceptible d'engendrer des dommages importants aux bâtiments en cas d’alternance de périodes de sécheresse et de pluie. 73,8 % de la superficie communale est en aléa moyen ou fort (67,4 % au niveau départemental et 48,5 % au niveau national). Sur les 244 bâtiments dénombrés sur la commune en 2019, 244 sont en aléa moyen ou fort, soit 100 %, à comparer aux 84 % au niveau départemental et 54 % au niveau national. Une cartographie de l'exposition du territoire national au retrait gonflement des sols argileux est disponible sur le site du BRGM,.
Concernant les mouvements de terrains, la commune a été reconnue en état de catastrophe naturelle au titre des dommages causés par la sécheresse en 1989, 2011 et 2017 et par des mouvements de terrain en 1999.

#### Risques technologiques
La commune étant située totalement dans le périmètre du plan particulier d'intervention (PPI) de 20 km autour de la centrale nucléaire du Blayais, elle est exposée au risque nucléaire. En cas d'accident nucléaire, une alerte est donnée par différents médias (sirène, sms, radio, véhicules). Dès l'alerte, les personnes habitant dans le périmètre de 2 km se mettent à l'abri. Les personnes habitant dans le périmètre de 20 km peuvent être amenées, sur ordre du préfet, à évacuer et ingérer des comprimés d’iode stable,,.

## Histoire
Saint-Genès-de-Blaye est établie sur les bords de la Gironde depuis la préhistoire. Dotée d’un habitat dispersé, la commune est constituée de hameaux répartis jusque sur les rives de l’estuaire.
Des haches néolithiques, trouvées à Ségonzac, attestent une occupation du site dès la préhistoire. Le maintien de la présence humaine est confirmé par la découverte au prieuré de meules gauloises et des vestiges d’une villa gallo-romaine. D’ailleurs, en 1890, une seconde est mise au jour dans le domaine du château de Ségonzac et toujours au XIXe siècle, François Daleau découvre un sarcophage gallo-romain contenant une céramique. De plus, un chapiteau mérovingien, réemployé en margelle de puits au bourg, prouve que le site reste occupé après le déclin de l’empire romain.
Au XIVe siècle, l’église est appelée Sanctus Genesius de Segonzaco. Le bourg se développe à l’époque autour d’un prieuré dont subsiste l’emplacement. Plusieurs châteaux semblent cohabiter sur le territoire, notamment le château de La Salle, signalé au XVIe siècle et le château de Ségonzac construit en 1888. Concernant le château de La Salle on sait que le 13 novembre 1788, Marguerite Thérèse de Bellot épouse François Beaupoil de Saint-Aulaire dans la chapelle du château.
L'analyse des matrices cadastrales de la commune permet de connaître les propriétaires des palus dans les années 1830.
À la Révolution, la paroisse Saint-Genès-de-Segonzac forme la commune de Saint-Genès (parfois dénommée Saint-Genès-de-Fours). En 1921, la commune de Saint-Genès devient officiellement Saint-Genès-de-Blaye.
Au cours du XXe siècle, la commune est connue par la renommée de ses châteaux viticoles et par les personnages illustres qui l’habitent, notamment Jean Dupuy, propriétaire du journal Le petit parisien et son fils Pierre dont le fief familial demeurait au Château Segonzac jusqu'en 1990. La famille Dupuy est à l'origine de nombreuses réalisations sur le territoire, notamment la venue du train à Blaye, à Berson, l’hôpital de Blaye,.
La viticulture reste la principale activité de la commune. Les domaines viticoles les plus connues sont les châteaux Ségonzac, Prieuré et Pérenne mis en avant par l'acteur Gérard Depardieu et l'homme d'affaires en vin Bernard Magrez.

## Politique et administration

### Administration municipale
Le nombre d'habitants au recensement de 2017 étant compris entre 100 et 499, le nombre de membres du conseil municipal pour l'élection de 2020 est de onze.

### Rattachements administratifs et électoraux
Échelon Intercommunal : la commune fait partie de la communauté de communes de Blaye et du canton de l'Estuaire.
Échelon Départemental : la commune fait partie du Canton de l'Estuaire depuis 2015, dont Alexis BORNAZEAU, conseiller municipal a été candidat aux dernières élections de 2021 le pari du « sans étiquette » lui a permis d'obtenir 13 %, un score inédit sur le canton pour une liste sans étiquette.
Échelon d'Arrondissement : la commune fait partie de l'Arrondissement de Blaye, dont la Sous-Préfecture se situe à Blaye.
Échelon Circonscription : la commune fait partie de la Onzième Circonscription de Gironde.

### Liste des maires
| Période                                  | Période  | Identité               | Étiquette | Qualité                                 |
| ---------------------------------------- | -------- | ---------------------- | --------- | --------------------------------------- |
| Les données manquantes sont à compléter. |          |                        |           |                                         |
| 1769                                     | 1793     | François O'Lanyer      |           | Conseiller du Roi Louis XV et Louis XVI |
| 1793                                     | 1803     | Jacques Martineau      |           |                                         |
| 1803                                     | 1807     | Jean Maurin            |           |                                         |
| 1808                                     | 1813     | Raymond Mauresin       |           |                                         |
| 1813                                     | 1820     | François Arnaud        |           |                                         |
| 1821                                     | 1824     | D. Bignon              |           |                                         |
| 1824                                     | 1828     | Jean Normand           |           |                                         |
| 1828                                     | 1851     | Jacques Robert         |           |                                         |
| 1851                                     | 1870     | Jean Devaux            |           |                                         |
| 1870                                     | 1888     | Louis Broquaire        |           |                                         |
| 1888                                     | 1894     | Maurice Degors         |           |                                         |
| 1896                                     | 1904     | Pierre Eugène Marchais |           |                                         |
| 1904                                     | 1918     | Pierre Dupuy           | GD        | Député                                  |
| 1914                                     | 1918     | Lucien Bourdillas      |           | Conseiller Municipal *                  |
| 1918                                     | 1919     | Pierre Dupuy           | GD        | Député                                  |
| 1919                                     | 1945     | Henri Riou             |           |                                         |
| 1945                                     | 1949     | Adrien Broquaire       |           |                                         |
| 1949                                     | 1965     | Anselme Elias          |           |                                         |
| 1965                                     | 1977     | Fernand Paquet         |           |                                         |
| 1977                                     | 2014     | Claude Farau           | PS        | plâtrier, peintre et carreleur          |
| 2014                                     | En cours | Michel Sarton          | LREM      | Retraité cadre EDF                      |

- Lucien Bourdillas a fait office de "Maire" durant la Première Guerre Mondiale. En effet, les registres de l'état-civil font état de la mention "Le Maire et les Adjoints étant mobilisés au front".

## Démographie
L'évolution du nombre d'habitants est connue à travers les recensements de la population effectués dans la commune depuis 1793. Pour les communes de moins de 10 000 habitants, une enquête de recensement portant sur toute la population est réalisée tous les cinq ans, les populations de référence des années intermédiaires étant quant à elles estimées par interpolation ou extrapolation. Pour la commune, le premier recensement exhaustif entrant dans le cadre du nouveau dispositif a été réalisé en 2008.

En 2022, la commune comptait 495 habitants, en évolution de +2,27 % par rapport à 2016 (Gironde : +6,91 %, France hors Mayotte : +2,11 %).
| 1793 | 1800 | 1806 | 1821 | 1831 | 1836 | 1841 | 1846 | 1851 |
| ---- | ---- | ---- | ---- | ---- | ---- | ---- | ---- | ---- |
| 507  | 483  | 415  | 456  | 494  | 508  | 488  | 520  | 548  |

| 1856 | 1861 | 1866 | 1872 | 1876 | 1881 | 1886 | 1891 | 1896 |
| ---- | ---- | ---- | ---- | ---- | ---- | ---- | ---- | ---- |
| 535  | 552  | 539  | 559  | 571  | 572  | 569  | 602  | 607  |

| 1901 | 1906 | 1911 | 1921 | 1926 | 1931 | 1936 | 1946 | 1954 |
| ---- | ---- | ---- | ---- | ---- | ---- | ---- | ---- | ---- |
| 613  | 606  | 573  | 525  | 520  | 503  | 526  | 426  | 420  |

| 1962 | 1968 | 1975 | 1982 | 1990 | 1999 | 2006 | 2008 | 2013 |
| ---- | ---- | ---- | ---- | ---- | ---- | ---- | ---- | ---- |
| 396  | 394  | 400  | 387  | 428  | 396  | 441  | 454  | 486  |

| 2018 | 2022 | - | - | - | - | - | - | - |
| ---- | ---- | - | - | - | - | - | - | - |
| 485  | 495  | - | - | - | - | - | - | - |

| selon la population municipale des années : | 1968 | 1975 | 1982 | 1990 | 1999 | 2006 | 2009 | 2013 |
| Rang de la commune dans le département      | 373  | 297  | 315  | 320  | 348  | 340  | 337  | 343  |
| Nombre de communes du département           | 548  | 543  | 543  | 542  | 542  | 542  | 542  | 542  |

## Économie
Viticulture : Côtes-de-blaye, Blaye-côtes-de-bordeaux

## Lieux et monuments
- Château de Segonzac[41]
- Parc naturel marin de l'estuaire de la Gironde et de la mer des Pertuis
- Île Nouvelle
- Église Saint-Genès, église du XIIIe et XIVe siècles[42].
- Puits sur la place devant l'église.

## Église de la Commune

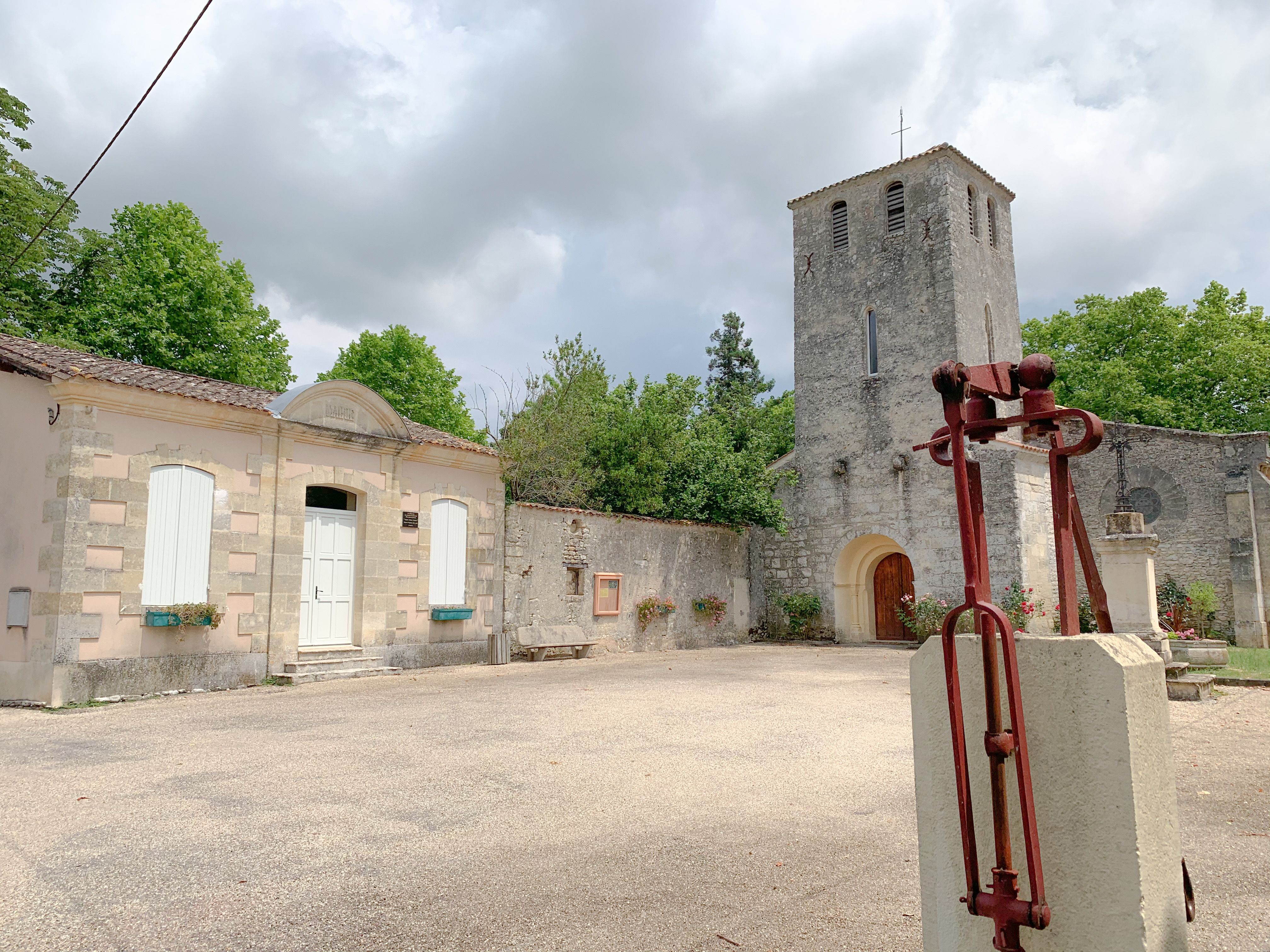
Place de l'ancienne mairie et de l'église, juin 2020

L'église a été construite aux XIIIe et XIVe siècles et achevée en 1874.
Au XVIIIe siècle, une légende rapporte que l'église Saint Genès a été construite au cœur du petit village par les Anglais. Rien ne permet ni de l'attester, ni de l'infirmer. Sous l'Ancien Régime, la petite église est celle d'un prieuré qui dépend de l'abbaye Saint Romain de Blaye.
La partie la plus ancienne est la nef qui remonte au XIIIe siècle, à laquelle se rajoute le clocher et le porche édifiés plus tard. Le chœur a été remanié au XIVe siècle.
À la fin du XIXe siècle, le cimetière est déplacé, le collatéral et la sacristie sont ajoutés. L'intérieur est enrichi, sur le côté droit de la nef, de deux autels du XVIIIe siècle, dans le chœur un autel du XIXe siècle décoré de peintures représentant les symboles des quatre évangélistes, et de trois vitraux du XIXe siècle représentant Saint Genès, le Christ portant un agneau sur son épaule et Saint Louis, dont la fête tombe le même jour que celle du saint patron, le 25 août. Au fond de la nef figure un autel du XIXe siècle dédié à la Vierge ainsi que la statue de Marie en bois doré du XVIIIe siècle.

## Île-Nouvelle (anciennement Île Bouchaud)

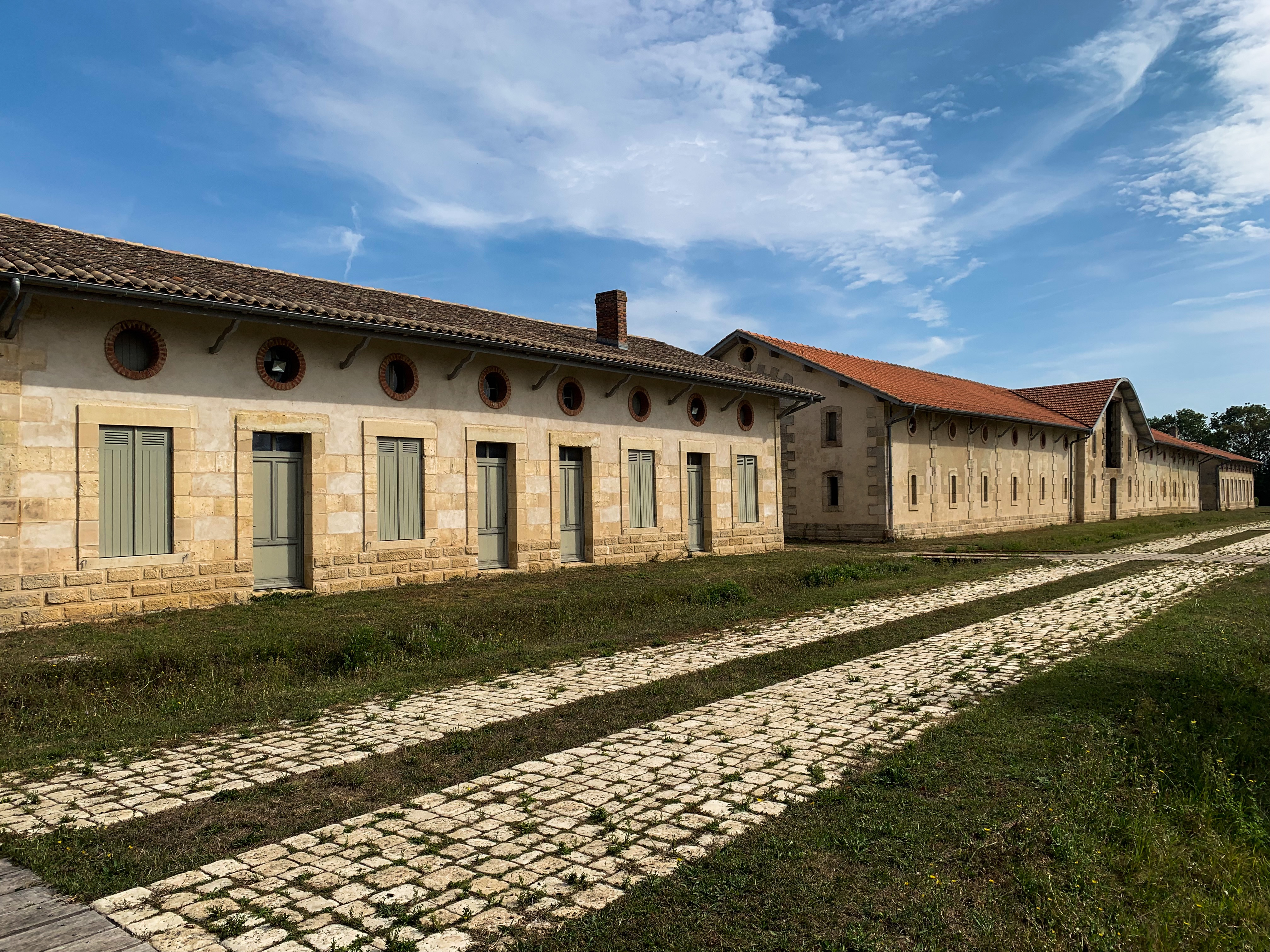
Maisons et Chais de l'Île Nouvelle

L'Île Bouchaud est colonisée par l'homme dès la seconde moitié du XIXe siècle. En 1849, le premier vignoble est planté sur l'île. Dix ans plus tard, un cordon d'enrochement est construit afin d'augmenter la surface cultivable. C'est ainsi que peu à peu, l'île se rapproche de l'île Sans-Pains et les deux îles en viennent à n'en constituer qu'une seule, baptisée île Nouvelle.
Les premiers habitants s'installent sur l'île à la fin du XIXe siècle, y construisant deux villages dont quelques bâtiments subsistent toujours aujourd'hui. Ces derniers comprenaient, outre les maisons d'habitation, des écoles et une église. Une micro-société se développe, vivant principalement de l'exploitation de la vigne et du maraîchage, notamment de la production d'artichauts. Dans les années 1920, l'île compte jusqu'à 120 habitants baptisés « Îlouts ».
Cependant, la crise vinicole des années 1950 entraîne la ruine des habitants, contraints d'arracher leurs ceps de vigne. Alors que la population décline, les habitants restants se reconvertissent dans la maïsiculture.
Dans les années 1970, les derniers « Îlouts » quittent une terre qui ne leur permet plus de survivre.
L'île est rachetée en 1991 par le conservatoire du littoral. Depuis les années 1990, plusieurs tempêtes successives ont entamé les digues qui n'ont volontairement pas été reconstruites pour laisser rentrer l'eau au gré des marées. L'île est désormais ouverte au public via des navettes touristiques.

## Tourisme
La commune de Saint-Genès-de-Blaye fait partie du réseau « Blaye Bourg Terres d’Estuaire » regroupant depuis 2018 les offices de tourisme de Blaye, Bourg Cubzaguais, Saint-Ciers-sur-Gironde et Saint-Savin.

## Personnalités liées à la commune
- Pierre Dupuy, Député (1902-1928 et 1932-1942), Maire de Saint-Genès de Blaye (1904-1919)[49],
- Micheline Dupuy, historienne, chevalière de l'ordre national du mérite, élue de Saint-Genès de Blaye (1959-1990)[29].
- Paul Guénon, Compagnon de la Libération par décret du 28 mai 1945 est inhumé au cimetière de la commune.
- Jean-Paul Belmondo et Jeanne Moreau ont tourné au Château de Segonzac en 1960 pour le film "Moderato Cantabile"[50]
- Bernard Magrez, propriétaire du Château Perenne de 1997 à 2016.
- Gérard Depardieu, l'acteur avait investit dans le Château Perenne, propriété de Bernard Magrez pour la cuvée "Confiance[51]"
- Jack Ma, fondateur du site AliBaba, principal propriétaire-investisseur du Château Perenne 2016 à 2023[52].

## Vie pratique

### Enseignement
Saint-Genès-de-Blaye fait partie de l'académie de Bordeaux.
L'éducation est assurée par un regroupement pédagogique intercommunal qui regroupe les communes de Fours, Saint-Seurin-de-Cursac et Saint-Genès-de-Blaye pour les classes de la maternelle au primaire.

### Activités sportives
Chasse, pêche, basket-ball,

#### Événements
- Marathon des premières côtes de Blaye

### Écologie et recyclage
La collecte et le traitement des déchets des ménages et des déchets assimilés ainsi que la protection et la mise en valeur de l'environnement se font dans le cadre du SMICVAL,.